# Sergio Balanzino
Sergio Silvio Balanzino, italijanski diplomat, * 20. junij 1934, Bologna, † 25. februar 2018.
Po študiju prava na Univerzi v Wisconsinu in La Sapienzi je leta 1958 vstopil v diplomatsko službo. V svoji karieri je bil veleposlanik Italije v Kanadi (1990–1994), namestnik generalnega sekretarja Nata in dvakrat tudi v. d. generalnega sekretarja Nata (13. avgust – 17. oktober 1994; 20. oktober – 5. december 1995).
Bil je predavatelj na poletnih tečajih Rimskega centra Lojolske univerze Chicaga.